# Andy Cyrus
Andrew Daryl „Andy“ Cyrus (* 30. September 1976 in Lambeth) ist ein ehemaliger englischer Fußballspieler.

## Karriere
Cyrus gehörte als Trainee (dt. Auszubildender) dem Hauptstadtklub Crystal Palace an und erhielt in der Frühphase der Saison 1995/96 einen Profivertrag beim Klub. In der Folge spielte er weiterhin im Nachwuchs- und Reservebereich, bis zu seinem Pflichtspieldebüt für die erste Mannschaft dauerte es aber noch bis Januar 1997. In einem Zweitligaspiel gegen Manchester City (Endstand 1:1) stand der zumeist als linker offensiver Außenverteidiger aufgebotene Cyrus in der Startelf. Während Palace am Saisonende in die Premier League aufstieg, wurde der Vertrag von Cyrus am Saisonende nicht verlängert. Wenig später wurde er vom Viertligisten Exeter City verpflichtet. Bei Exeter kam er unter Trainer Peter Fox im Verlauf der Saison 1997/98 zu 21 Ligaeinsätzen, war aber nicht in der Lage über längere Zeit einen Stammplatz zu behaupten und sein Vertrag wurde am Saisonende nicht verlängert.
Cyrus setzte seine Laufbahn im englischen Non-League football fort, zunächst bei Dulwich Hamlet in der Isthmian League. Mit Dulwich erreichte er im FA Cup 1998/99 die erste Hauptrunde, was die erste Hauptrundenteilnahme des Klubs seit 50 Jahren bedeutete. Dort unterlag das Team dem Fünftligisten FC Southport mit 0:1. In der Saison 2002/03 spielte er für den Ligakonkurrenten Hampton & Richmond Borough, bevor er im Frühjahr 2003 zum FC St. Leonards wechselte, der im Januar 2004 seinen Spielbetrieb einstellen musste. Zuletzt trat er in der Spielzeit 2004/05 für Carshalton Athletic in Erscheinung.